# مجید آهی
قربانعلی آهی (۱۲۶۵ تهران – ۱۳۲۵ تهران) دیپلمات و دولتمرد ایرانی بود. وی دو دوره ریاست وزارت دادگستری و یک دوره ریاست وزارت راه و وزارت اقتصاد ملی را بر عهده داشت. آهی به زبانهای روسی و فرانسه تسلط کامل داشت.

## وزارت راه
وی در ۲۸ دی ۱۳۱۴ پس از آنکه علی منصور وزیر طرق (راه) مغضوب شد و تحت پیگرد قضائی قرار گرفت، جانشین او شد. در دوران وزارت او بود که خط آهن در سی‌ام بهمن ۱۳۱۵ به تهران رسید و این مناسبت در مراسم بزرگی گرامی داشته شد.
در مهر ۱۳۱۷ نام وزارت طرق و شوارع به وزارت راه تغییر یافت. در دی آن سال آهی از وزارت کناره گرفت و دلیل این کناره‌گیری، کسالت عنوان شد. او در ۲۳ تیر ۱۳۱۹ به دولت بازگشت و در کابینه علی منصور وزارت دادگستری را عهده‌دار شد.

## وزارت دادگستری
اقدام مهم آهی به عنوان وزیر دادگستری که اعتراض برانگیخت، به تصویب رساندن لایحه‌ای برای فروش زمین‌های کشاورزی وقفی در چهاردهم اردیبهشت ۱۳۲۰ بود. بنابر این قانون دولت بجز املاکی که تولیت آنها با شاه عصر است (مانند آستان قدس رضوی) و املاکی که وقف بر آستانه رضوی و مسجد گوهرشاد و آستانه قم و حضرت عبدالعظیم و شاه چراغ و شاه نعمت‌الله ولی یا بیمارستان‌ها شده‌اند، همه زمین‌های کشاورزی وقف عام را می‌فروخت تا هزینه «تأسیسات خیریه و اجتماعی» (مانند بیمارستان‌ها و آموزشگاه‌ها) کند، موقوفات خاصه نیز در حکم املاک شخصی به‌شمار می‌رفت و متولیانشان حق فروش آنها را پیدا کردند.
پس از کناره‌گیری رضا شاه از سلطنت، همان نمایندگانی که به این قانون رأی داده بودند به آن اعتراض کردند و ۵۹ نماینده به سخنگویی سهام‌السطان بیات در ششم مهر ۱۳۲۰ طرحی برای لغو آن در دستور کار مجلس گذاشتند.
پس از اشغال ایران در شهریور ۱۳۲۰ که به نخست‌وزیری محمدعلی فروغی و کناره‌گیری رضا شاه از سلطنت انجامید، فروغی آهی را در وزارت دادگستری ابقا کرد. به سبب بیماری فروغی، آهی نقش سخنگوی دولت را ایفا می‌کرد و به نمایندگی از فروغی کابینه و برنامه او را در مجلس معرفی کرد و رأی اعتماد گرفت. لوایح دولت را هم او به مجلس می‌برد و از آنها دفاع می‌کرد. حجم انبوهی از شکایات کسانی که در دوران رضا شاه زندانی شده یا اموال و املاکشان را از دست داده بودند، بر سر دادگستری ریخت.
با اینکه محمدرضا شاه فرمانی صادر کرده و دستور آزادی محکومان سیاسی را داده بود، از آنجا که شماری از این محکومان با اتهاماتی غیرسیاسی محاکمه و زندانی شده بودند، آهی ناچار شد لایحه‌ای به مجلس ببرد تا هم امکان آزادی همه این محکومان را فراهم بیاورد. بنابر آماری که او اعلام کرد، مجموع این محکومان ۵۹۱ نفر بودند که ۴۳۸ نفرشان با دستور شاه آزاد شدند، محکومیت ۲۴۷ نفرشان بخشیده شده، ۱۹۱ نفرشان یک درجه تخفیف گرفته بودند و ۱۴۳ نفرشان تا شانزدهم مهر ۱۳۲۰ همچنان در زندان بودند.
در لایحه‌ای که آهی در ۲۴ مهر ۱۳۲۰ به تصویب مجلس رساند، علاوه بر آزادی این زندانیان، امکان اعاده دادرسی برای کسانی که به جرائم دیگری محکوم شده بودند و اعاده حیثیت از این محکومان نیز فراهم آمد.
مهم‌ترین چالش او در وزارت دادگستری، برگرداندن املاکی بود که رضا شاه از مردم بزور گرفته بود. رضا شاه از پس از کودتای سوم اسفند ۱۲۹۹ که قدرت گرفته بود، تا زمانی که از سلطنت کناره گرفت، ۴۴ هزار ملک را به نام خود ثبت کرد. بیشتر این املاک یا بزور گرفته شده یا به بهای بسیار کمی ستانده شده بودند. او پس از کناره‌گیری از قدرت و در در راه ترک ایران، هنگامی که به اصفهان رسید همه دارایی خود را به پسر و جانشینش محمدرضا شاه بخشید. محمدرضا شاه هم همه این دارایی را در اختیار دولت گذاشت تا اگر کسی حقی از او ضایع شده، پس بگیرد.
آهی قصد داشت برای برگرداندن این املاک به مالکان اصلی آنها، هیئتی تشکیل بدهد که به محل برود و با بررسی اسناد، سندهایی را که به نام رضا شاه صادر شده بود باطل و برای مالکان قبلی سند مالکیت صادر کند. اما نمایندگان مجلس خواهان آن بودند که با تصویب قانونی، همه اسناد مالکیتی که به نام رضا شاه صادر شده، بجز اسناد کاخ‌های سلطنتی، باطل شود. بحث میان آهی و مجلس ماه‌ها طول کشید و سرانجام آهی خواسته خود را با وجود مقاومت شدید مجلس، به کرسی نشاند.
با لایحه‌ای که آهی در دوازدهم خرداد ۱۳۲۱ به تصویب مجلس رساند، دادگستری هیئت‌های سه نفره‌ای به نام «هیئت رسیدگی و تصفیه امور املاک واگذاری» تشکیل داد تا به شکایت‌ها رسیدگی کنند. اگر در املاکی که رضا شاه گرفته بود، تغییر مهمی ایجاد نشده بود، عین آن ملک را به صاحبش برگردانده می‌شد و اگر ساختمان مهم یا تغییرات اساسی دیگری در ملک شده بود، بهای ملک مطابق وضعیت روز تصرف و به نرخ روز به مالک داده می‌شد.

## سفارت در شوروی
پس از فروغی، علی سهیلی هم آهی را در وزارت دادگستری ابقا کرد تا اینکه در سال ۱۳۲۱ آهی سفیر کبیر ایران در شوروی شد و تا سال ۱۳۲۵ در کوران جنگ جهانی دوم و مسائلی که میان ایران و شوروی بر سر تشکیل حکومت خودمختار با حمایت ارتش سرخ در آذربایجان جریان داشت، در مسکو ماند. این آخرین سمت آهی بود.